# Jude Drouin
Jude Drouin (Kanada, Québec, Murdochville, 1948. október 28. –) kanadai jégkorongozó.

## Karrier
Komolyabb junior karrierjét az OHA-s Montréal Junior Canadiensben kezdte 1966–1967-ben. Az 1966-os NHL-amatőr drafton a Montréal Canadiens választotta ki a harmadik kör 17. helyén. Felnőtt pályafutását a CPHL-es Houston Apollosban kezdte 1967–1968-ban. A következő idényben még játszott az Apollosban de már kilenc mérkőzésre meghívást kapott a National Hockey League-be, a Canadiensbe. 1969–1970-ben játszott az AHL-es Montréal Voyageursban, ahol 65 mérkőzésen 106 pontot szerzett, így az év újonca és az év pontkirálya címet is megkapta. Ebben az idényben az NHL-ben mindössze három mérkőzésen lépett jégre. 1970–1975 között a Minnesota North Stars játékosa volt. Legjobb idényében 73 pontot szerzett. 1975–1978 között a New York Islanders játékosa volt. Itt már csak 62 pontot tudott szerezni legjobb idényében. 1978–1979-ben nem játszott sehol majd az egyéves szünet után a Winnipeg Jetsbe igazolt ahol 1980-ig játszott majd szezon közben visszavonult.

## Karrier statisztika
| 1966–1967       | Montréal Junior Canadiens | OHA             | 47  | 32  | 36  | 68  | 64  | —  | —  | —  | —  | —  |
| 1967–1968       | Houston Apollos           | CPHL            | 68  | 22  | 38  | 60  | 59  | —  | —  | —  | —  | —  |
| 1968–1969       | Houston Apollos           | CHL             | 53  | 23  | 31  | 54  | 117 | 3  | 1  | 1  | 2  | 23 |
| 1968–1969       | Montréal Canadiens        | NHL             | 9   | 0   | 1   | 1   | 0   | —  | —  | —  | —  | —  |
| 1969–1970       | Montréal Voyageurs        | AHL             | 65  | 37  | 69  | 106 | 88  | 8  | 0  | 6  | 6  | 2  |
| 1969–1970       | Montréal Canadiens        | NHL             | 3   | 0   | 0   | 0   | 2   | —  | —  | —  | —  | —  |
| 1970–1971       | Minnesota North Stars     | NHL             | 75  | 16  | 52  | 68  | 49  | 12 | 5  | 7  | 12 | 10 |
| 1971–1972       | Minnesota North Stars     | NHL             | 63  | 13  | 43  | 56  | 31  | 7  | 4  | 4  | 8  | 6  |
| 1972–1973       | Minnesota North Stars     | NHL             | 78  | 27  | 46  | 73  | 61  | 6  | 1  | 3  | 4  | 0  |
| 1973–1974       | Minnesota North Stars     | NHL             | 65  | 19  | 24  | 43  | 30  | —  | —  | —  | —  | —  |
| 1974–1975       | Minnesota North Stars     | NHL             | 38  | 4   | 18  | 22  | 16  | —  | —  | —  | —  | —  |
| 1974–1975       | New York Islanders        | NHL             | 40  | 14  | 18  | 32  | 6   | 17 | 6  | 12 | 18 | 6  |
| 1975–1976       | New York Islanders        | NHL             | 76  | 21  | 41  | 62  | 58  | 13 | 6  | 9  | 15 | 0  |
| 1976–1977       | New York Islanders        | NHL             | 78  | 24  | 29  | 53  | 27  | 12 | 5  | 6  | 11 | 6  |
| 1977–1978       | New York Islanders        | NHL             | 56  | 8   | 17  | 22  | 12  | 5  | 0  | 0  | 0  | 5  |
| 1979–1980       | Winnipeg Jets             | NHL             | 78  | 8   | 16  | 24  | 50  | —  | —  | —  | —  | —  |
| 1980–1981       | Winnipeg Jets             | NHL             | 7   | 0   | 0   | 0   | 4   | —  | —  | —  | —  | —  |
| NHL Összesített | NHL Összesített           | NHL Összesített | 666 | 151 | 305 | 456 | 346 | 72 | 27 | 41 | 68 | 33 |

## Díjai
- AHL Első All-Star Csapat: 1970
- Dudley „Red” Garrett-emlékdíj: 1970
- John B. Sollenberger-trófea: 1970